# Apostol Arsache
Apostol Arsache (en roumain) ou Apóstolos Arsákis (grec moderne : Απόστολος Αρσάκης), né à Hotovë en 1789 et mort à Bucarest en décembre 1869) est un homme politique, médecin, économiste et philanthrope gréco-roumain. Il est l'un des principaux bienfaiteurs de la Grèce du XIXe siècle , tout en devenant en même temps une figure politique de premier plan en Roumanie.

## Biographie
Apostol Arsache est né dans le village de Hotovë, district de Përmet, dans le sud de l'Albanie (Épire du Nord), alors situé dans l'Empire ottoman. En 1800, Arsache déménage avec sa famille à Vienne, où il effectue ses études dans une école de la diaspora grecque locale. Parmi ses professeurs figurait Neophytos Doukas (en), figure éminente des Lumières grecques modernes. En 1807, Doukas publie une épigramme composée par Arsache sur l'œuvre, Breviarium historiae Romanae, de l'historien Eutropius . Il étudie la médecine à l'université de Halle où il est diplômé en 1812. Arsache a composé un traité sous le titre Έκθεσις συνοπτική της Ιατρικής ιστορίας (Rapport concis de l'Histoire de la Médecine) en grec ancien, publié dans le périodique grec Hermes o Logios à Vienne. En 1812, il publie sa thèse De Piscium Celebro et Medulla Spinali en latin qui constitue le premier ouvrage roumain d'anatomie comparée.

### Médecin et homme politique
En 1814, il s'installe à Bucarest où il est nommé médecin aux hôpitaux Pantelimon (en 1820) et Colţea. Ensuite, il commence une carrière politique en qualité de conseiller d'Alexandre II Ghica, prince de Valachie de 1834 à 1842 qui le nomme ensuite secrétaire d'État. En 1849, durant l'administration russe, Arsache devient secrétaire particulier du général Duhamel. Fervent partisan de l'union des principautés moldo-valaques, il donne sa voix à Alexandre Jean Cuza élu hospodar des principautés danubiennes unies en février 1859.
Au sein du Cabinet de Barbu Catargiu (du 3 février au 5 juillet 1862), il est ministre des Affaires étrangères et profite de cette position pour envoyer des missions diplomatiques dans les principales capitales européennes. Après l'assassinat de Catargiu le 20 juin 1862, Arsache est brièvement premier ministre intérimaire de Roumanie jusqu'au 5 juillet suivant. Les projets de lois annoncés dans le discours du trône n'ayant pas été débattus, ni même le budget, Arsache remet son mandat d'intérimaire et n'exerce plus dès lors aucune activité politique.

### Philanthrope
Il est devenu l'un des principaux bienfaiteurs de l'État grec nouvellement créé. En 1850, il offre de larges subsides pour la création d'un établissement d'enseignement féminin dans la capitale grecque, Athènes, logé dans une luxueuse demeure du centre-ville. Arsache a fait don de 600 000 drachmes d'or à cet effet. Cette institution lui devait son nom : Arsákeio . En raison de son initiative, le Parlement grec lui a accordé la nationalité grecque à titre honorifique. Il a également réussi à construire une école dans sa ville natale inaugurée en 1870. Il est mort à Bucarest en décembre 1869.